# Idioma cofán
El a'ingae  o cofán, y también kofán, es la lengua autóctona del pueblo Cofán, grupo indígena cuyo territorio ancestral se encuentra en la intersección de los valles andinos y el Amazonas al noreste de Ecuador (provincia de Sucumbíos) y sur de Colombia (departamentos de Putumayo y Nariño).
Aunque clasificaciones anteriores han denominado al A’ingae como miembro de las familias lingüísticas chibchense o Andino B, hoy en día se acuerda que el A'ingae es una lengua aislada sin familiares conocidos. Esta sigue siendo aprendida por los niños de las comunidades ecuatorianas, pero se sigue considerando como una lengua en peligro con aproximadamente 1500 hablantes nativos.

## Aspectos históricos, sociales y culturales
El nombre del idioma, a’ingae, consiste del tema a’i 'persona, persona cofán, persona civilizada' y el clítico de manera =ngae, por lo cual en combinación significa ‘en la manera del pueblo’. Aunque los hablantes utilizan la palabra A’ingae para referirse al lenguaje, este también se conoce por la denominación española cofán/kofán.

### Historia
El a’ingae es un lenguaje aislado de la Amazonia hablado por el pueblo cofán en la provincia de Sucumbíos en el noreste de Ecuador y las provincias de Putumayo y Nariño en el sur de Colombia. El lenguaje tiene aproximadamente 1500 hablantes y es relativamente vital en Ecuador y en grave peligro de extinción en Colombia. Sin embargo, las actitudes sobre el A’ingae son positivas y es considerado fundamental para la identidad y comunidad cofán (Cepek 2012). 
El pueblo a’i es tradicionalmente cazador-recolector que históricamente se extendía por un amplio territorio (AnderBois et al. 2019). En Ecuador, los cofán resistieron la conquista de los incas y la colonización de los españoles así como políticas antiindígenas del gobierno ecuatoriano. La población cofán precolombina se estima de 60 000 a 70 000 personas. Aunque el origen de los cofán data de las cordilleras andinas del este, la invasión inca los empujó hacia las tierras bajas del este, donde residen hasta el día de hoy. Los cofán han sufrido una segregación planeada por el gobierno ecuatoriano, un brote de sarampión en 1923 que redujo la población total a unos pocos centenares y extracciones de petróleo ilegales que amenazaron el medio ambiente del territorio cofán y su modo de vida. Los cofán han jugado un papel importante dentro de los movimientos indígenas en Ecuador, y en 2018 ganaron un caso judicial donde se reconocieron sus derechos a decidir sobre las actividades medioambientales que suceden en su territorio y de prohibir la continua explotación minera.
La tradición religiosa cofán es chamanista y una pieza clave de su valor cultural es la convivencia armoniosa. Además, la participación en prácticas culturales como beber yaje y actividades tradicionales como la caza y construcción de viviendas, en lugar de la descendencia o etnia, juegan un rol mayor en determinar tu estatus social como  a’i (Cepek 2012). Los cofán atribuyen a su fuerte identidad lingüística su capacidad para resistir la opresión colonial al proteger su modo de vida tradicional.

## Descripción lingüística

### Clasificación
El A’ingae es una lengua aislada. Tiene algunos préstamos amazónicos de lenguas tucanas, caribes y quechuas. Aunque ha habido afirmaciones previas vinculando genéticamente al a’ingae con las lenguas barbacoanas o chibchenses y con el idioma chicham, se ha determinado que no hay préstamos sustanciales que lo confirmen. No se ha elaborado una gramática completa de la lengua.

### Ortografía
El a’ingae tiene dos ortografías principales que usan el alfabeto latino. La primera fue desarrollada por los misionarios Marlytte y Roberta Borman, empleada por primera vez en R. Borman (1962). Esta ortografía fue influenciada por el español, por lo que contenía complejidades innecesarias como la representación del fonema /k/ con <qu> antes de las vocales frontales y con <c> en todas las demás situaciones. Borman también representaba las obstruyentes aspiradas a través de reduplicación en lugar de insertar  <h>, como en la ortografía actual. Recientemente, la comunidad cofán ha creado y adoptado a gran escala  un nuevo sistema de escritura que busca resolver algunas de las incongruencias del sistema de escritura anterior (Borman). En la tabla siguiente se puede apreciar una comparación de las dos ortografías.
| IPA   | Borman  | Comunidad | IPA   | Borman    | Comunidad |
| ----- | ------- | --------- | ----- | --------- | --------- |
| /p/   | p       | p         | /ⁿdz/ | ndz, dz** | ndz, dz** |
| /pʰ/  | pp      | ph        | /ⁿdʒ/ | ndy, dy   | ndy, dy   |
| /t/   | t       | t         | /f/   | f         | f         |
| /tʰ/  | tt      | th        | /s/   | s         | s         |
| /k/   | c, qu   | k         | /ʃ/   | sh        | sh        |
| /kʰ/  | cc, qqu | kh        | /h/   | j         | j         |
| /ʔ/   | ‘       | ‘         | /m/   | m         | m         |
| /ts/  | ts      | ts        | /n/   | n         | n         |
| /tsʰ/ | tss     | tsh       | /ɲ/   | ñ         | ñ         |
| /tʃ/  | ch      | ch        | /ɾ/   | r         | r         |
| /tʃʰ/ | cch     | chh       | /ʋ/   | v         | v         |
| /ᵐb/  | mb, b*  | mb, b*    | /j/   | y         | y         |
| /ⁿd/  | nd, d   | nd, d     | /ɰ/   | g         | g         |
| /ᵑɡ/  | ng, g   | ng, g     |       |           |           |

* Tanto la ortografía de la comunidad como la de Borman muestran inconsistencias entre el uso de <dz> and <z>.
**  Las plosivas y africadas sonoras prenasalizadas son escritas sin una nasal homorgánica al comienzo de las palabras. Esto sucede porque las plosivas sonoras al inicio de las palabras se producen menos nasalidad que las producidas a la mitad de una palabra (de ahí la representación ortográfica). Sin embargo, Repetti-Ludlow et al. (2020) encontró que todavía hay algo de nasalización presente.
| IPA | Borman | Comunidad | IPA | Borman | Comunidad |
| --- | ------ | --------- | --- | ------ | --------- |
| /a/ | a      | a         | /ã/ | an, a  | an, a     |
| /e/ | e      | e         | /ẽ/ | en, e  | en, e     |
| /i/ | i      | i         | /ĩ/ | in, i  | in, i     |
| /o/ | o      | u         | /õ/ | on, o  | un, u     |
| /ɨ/ | u      | û         | /ɨ̃/ | un, u  | ûn, û     |

### Fonología
A’ingae tiene 27 consonantes que incluyen 5 monoptongos y 6 diptongos orales, cada uno con su contraparte nasal que es contrastiva. La cantidad de variación dialéctica del lenguaje en estos momentos es considerada desconocida. Es muy probable que la haya, pero no se han presentado investigaciones concretas que permitan afirmar un cierto grado de variación, lo que justifica mayor indagación.
Sistema consonántico
Los 27 fonemas consonánticos se listan a continuación con sus representaciones en IFA (IPA en inglés). Hay una triple distinción contrastiva entre plosivas y africadas sordas, aspiradas y prenasalizadas, pero no hay tal distinción para fricativas. Todas las consonantes pueden aparecer al inicio de una palabra excepto /ʔ/ y /ɰ/. Nótese que la plosiva glotal, aunque sea fonológicamente contrastiva, puede realizarse con un proceso de laringealización.
|                   |                 | Bilabial | Labiodental | Alveolar | Alveolar | Postalveolar | Palatal | Velar | Glotal |
| ----------------- | --------------- | -------- | ----------- | -------- | -------- | ------------ | ------- | ----- | ------ |
| Plosiva/ Africada | plain           | p        |             | t        | t͡s       | t͡ʃ           |         | k     | ʔ      |
| Plosiva/ Africada | aspirated       | pʰ       |             | tʰ       | t͡sʰ      | t͡ʃʰ          |         | kʰ    |        |
| Plosiva/ Africada | prenasal        | ᵐb       |             | ⁿd       | ⁿd͡z      | ⁿd͡ʒ          |         | ᵑg    |        |
| Fricativa         | Fricativa       |          | f           | s        | s        | ʃ            |         |       | h      |
| Nasal             | Nasal           | m        |             | n        | n        |              | ɲ       |       |        |
| Aproximante       | Aproximante     |          | ʋ           |          |          |              | j       | ɰ     |        |
| Vibrante Simple   | Vibrante Simple |          |             | ɾ        | ɾ        |              |         |       |        |

Sistema vocálico
Las 5 vocales orales y sus contrapartes nasales están listadas en la tabla a continuación con su representación en IFA. Los 6 diptongos y sus contrapartes nasales en IFA son los siguientes: [ai]/[ãĩ], [oe]/[õẽ], [oa]/[õã], [oi]/[õĩ], [ɨi]/[ɨ̃ĩ] y [ao]/[ãõ].
|       | Anterior | Central | Posterior |
| ----- | -------- | ------- | --------- |
| Alta  | i / ĩ    | ɨ / ɨ̃   |           |
| Media | e / ẽ    |         | o / õ     |
| Baja  |          | a / ã   |           |

Diptongos
Cuando hay vocales adyacentes de una a la otra, o se convierten en un diptongo (para los pares escritos arriba) o se convierten en una ligadura que se inserta si un diptongo no existe para ese par. Por ejemplo:
(1) /ho.ʋaʔ.kã.o/ {\displaystyle \rightarrow } [ho.ʋaʔ.kãõ] (DIST-CMP-AUG) ‘exactamente así’
(2) /ɲo.tshi.a/ {\displaystyle \rightarrow } [ɲõ.tshi.ja] (bueno-QUAL-ADJR) ‘bueno’
Nótese que el par de vocales /ae/ se produce como [ai].
Los triptongos no existen en el A’ingae, y las plosivas glotales son fonéticamente insertadas cuando una secuencia de tres vocales ocurre, como en el ejemplo (1) a continuación.
(3) /ᵐbia.a/ {\displaystyle \rightarrow } [bi̯a.ʔa] (largo-ADJR) ‘largo’
Nasalización
La nasalización es una característica principal del A’ingae. Como se ha visto, hay consonantes contrastivas prenasalizadas así como sus contrapartes contrastivas nasales en todos los monoptongos y diptongos. El ejemplo (4) a continuación demuestra esta característica a continuación:
(4a) /hi/ {\displaystyle \rightarrow } [hi] ‘venir’
(4b) /hĩ/ {\displaystyle \rightarrow } [hĩ] ‘existir’
Además de ser contrastiva, la nasalización juega un papel importante en la fonología del lenguaje dentro de la producción de morfemas superficiales, aplicándose antes y después de esta. Las consonantes /p/, /t/, /ʋ/ y /j/ son nasalizadas después de una vocal nasal, convirtiéndose en /mb/, /nd/, /m/ y /ɲ/, respectivamente, como en (5) y (6).
(5a) /ha-pa/ {\displaystyle \rightarrow } [ha.pa] (ir-SS) ‘ir’
(5b) /hẽ-pa/ {\displaystyle \rightarrow } [hẽ.ᵐba] (sonar-SS) ‘sonar(VERB)
(6a) /hi-ʔja/ {\displaystyle \rightarrow } [hiʔ.ja] (venir-VER) ‘sí viene’
(6b) /hĩ-ʔja/ {\displaystyle \rightarrow } [hĩʔ.ɲã] (existir-VER) ‘sí existe’
Nótese que la nasalización de las vocales pues cruzar los límites de consonantes cuando las vocales son separadas por una fricativa glotal /h/ o plosiva glotal /ʔ/ (aunque haya una semivocal presente) como en el ejemplo (*) anterior y el próximo ejemplo (7):
(7a) /tsɨi-ʔhe/ {\displaystyle \rightarrow } [tsɨiʔ.he] (caminar-IPFV) ‘caminando’
(7b) /tsõ-ʔhe/ {\displaystyle \rightarrow } [tsõʔ.hẽ] (hacer-IPFV) ‘haciendo’
Además, las vocales orales se nasalizan cuando preceden a consonantes prenasalizadas y siguiendo consonantes nasales como en los ejemplos (8) y (9). También se nasalizan cuandoestán antes o después de una vocal nasal como en los ejemplos (10) y (11).
(8) /dɨ.ʃo-ⁿde.kʰɨ/ {\displaystyle \rightarrow } [dɨ.ʃõ.ⁿde.kʰɨ] (niño-PLH) ‘niños’
(9) /ɲoɲa-pa/ {\displaystyle \rightarrow } [ɲõɲã.ᵐba] (hacer-SS) ‘hacer’
(10) /ho.ʋaʔ-kã-o/ {\displaystyle \rightarrow } [ho.ʋaʔ.kãõ] (DIST-CMP-AUG) ‘exactamente así’
(11) /bɨtʰo-ĩ/ {\displaystyle \rightarrow } [bɨtʰõĩ] (correr-MVM) ‘corerr’

#### Estructura Silábica
La estructura silábica del A’ingae es (C)V(ʔ). con algunas variantes. Al mínimo una sílaba puede ser una vocal singular  y al máximo puede ser al inicio de una sílaba con un núcleo de diptongo y una coda plosiva glotal Nótese que la longitud de las vocalesno es una característica relevante en la estructura silábica. Una lista completa de las estructuras permitidas puede apreciarse en la siguiente tabla con sus respectivos ejemplos.
| V    | [a.ʔi] ‘persona’                       |
| VV   | [ãĩ] ‘perro’                           |
| CV   | [tʃã] ‘madre’                          |
| CVV  | [kʰoa] ‘calabaza’                      |
| Vʔ   | [iʔ.fa] ‘nosotros/ellos/ustedes traen’ |
| VVʔ  | [aiʔ.ʋo] ‘cuerpo’                      |
| CVʔ  | [paʔ.tʃo] ‘muerto’                     |
| CVVʔ | [dʒaiʔ.tʃo] ‘silla’                    |

### Prosodia
En general, en ausencia de una plosiva glotal, el acento prosódico en A’ingae se encuentra en la penúltima sílaba como en los ejemplos (12a) y (12b). Cuando una plosiva glotal está presente, el acento prosódico se encuentra en la sílaba con el segundo mora después de la plosiva glotal (Dąbkowski, 2020); compare los ejemplos (13a) y (13b). Este patrón de acento prosódico no se había presenciado antes en ninguna otra lengua. 
(12a) [ˈfe.tʰa]                 ‘abrir’
(12b) [fe.ˈtʰa.hi]             ‘abrir-PRCM’
(13a) [ˈfe.tʰa.ʔhe]          ‘abrir-IMPV’
(13b) [fɨn.ˈdɨi.ʔhe]          ‘barrer-IMPV’
El acento prosódico puede ser contrastivo a veces; compare (14a) y (14b).
(14a) [ˈnẽ.pi]                   ‘desaparecer’
(14b) [nẽ.ˈpi]                   ‘llegar'

### Morfología
La morfología del a’ingae consiste principalmente en clíticos y sufijos. Las raíces libres incluyen las raíces nominales, verbales, adjetivales, adverbiales y meteorológicas (como las palabras “viento”, “lluvia” y “sol”).
(1) Tsetsû thesi na’sûma da
Tse=tsû thesi    na’sû=ma    da
ANA.LOC=3  tigre    jefe=ACC1   convertirse
“Y entonces el tigre se convirtió en el jefe” 
(2) Tsa sinjûnkhû rande tsampi sepakhuefa
tsa 	  sinjûnkhû	   rande		tsampi		sepakhue=fa
ANA	  valle		   grande	    bosque		detrás=SH.LAT
“ese valle grande detrás del bosque” 
(3) Jipa ana a’ta
Ji=pa		ana	      a’ta
venir=SS	dormir	  día
“Después de venir (él), durmió y se despertó al amanecer” 
Aunque muchas raíces son libres, también existen las raíces ligadas que normalmente expresan estados de ser o propiedades similares que pertenecen a una clase de “raíces flexibles” por sí mismas. En la siguiente oración, bia “largo” es una de estas raíces ligadas.
(4) Tutufa’khuvetsû biaña’fa’ya
tutu=fa=’khu=ve=tsû 				 bia-ña=’fa=’ya
blanco=SH.LAT0=SH.ANG=ACC2=3	     largo-CAUS=PLS=VER
“Ellos alargaron (el algodón) hasta convertirlo en una cuerda blanca” 
Más allá de las raíces, A’ingae tiene sufijos ligados y clíticos, específicamente enclíticos que aparecen después de la raíz. No se conocen prefijos o proclíticos. En contenido glosado, los sufijos son típicamente denotados con un guion, y los clíticos con un signo de igualdad. A’ingae tiene un muy rico inventario de clíticos que aparecen o al nivel de oración o al nivel de constituyentes. Los clíticos a nivel de oración ocurren en segunda posición, lo que significa que se adhieren al final de la primera palabra en la oración, y marcan cualidades como el sujeto o tipo de oración.
(5) Atesûtiki keja Secoya a’ima
Atesû=ti=ki		   ke=ja			Secoya		a’i=ma
conocer=INT=2	       2.SG=CNTR	    Secoya		persona=ACC1
“¿Conocen a la gente Secoya?” 
Los clíticos a nivel constituyente pueden o adherirse a la frase nominal o a la cláusula subordinada o de predicado. Los clíticos en la frase nominal tienen un orden fijo y pueden marcar declinación, negación y otras características gramaticales.
(6) Jingesû jaye tsa a’i cervezama chavaenjeni
Jingesû	ja-ye	   tsa	   a’i		cerveza=ma		chava-en-je=ni
HORT2  	ir-INF	   ANA	   persona	cerveza=ACC1	comprar-CAUS-IMPV=LOC
“Vamos a donde el hombre está vendiendo cerveza” 
(7) Juva ña dû’shûndekhû’sû dû’shû
juva	ña	dû’shû=ndekhû=’sû		dû’shû
DIST	1.SG	niño=PLH=ATTR		niño
“esos hijos de mis hijos” 
Los sufijos también marcan ciertas características gramaticales. Algunos ejemplos incluyen tipo/modo de oración, nominalización y aspecto. Las características pasivas, causativas y de forma también se indican con sufijos.
(8) Jungaesûmatsû ñua’me tsetse’pave tsetse’paeñe atesû’fa
Jungaesû=ma=tsû	ñua’me		tsetse’pa=ve	   tsetse’pa-en-ñe	   atesû=’fa
que=ACC1=3		realmente	chicha=ACC2	   chicha-CAUS-INF	   saber=PLS
“¿Con qué hacían la chicha antes?” 
También presente está el proceso de reduplicación, el cual denota el aspecto iterativo.
(9) Tsunsi chapejuen akesi kikhûkhûpa
tsun=si	    	chape=ju=en			ake=si		  kikhû~khû=pa
hacer=DS	ablandar=SH.SFC=ADV	calentar=DS	  tirar~ITER=SS
“Luego cocinan y cuando se calientan los aplastamos” 

#### Plantilla inflexional
Los clíticos y sufijos en el lenguaje tienen un order relativamente fijo de cómo se unirán a un verbo o predicado.

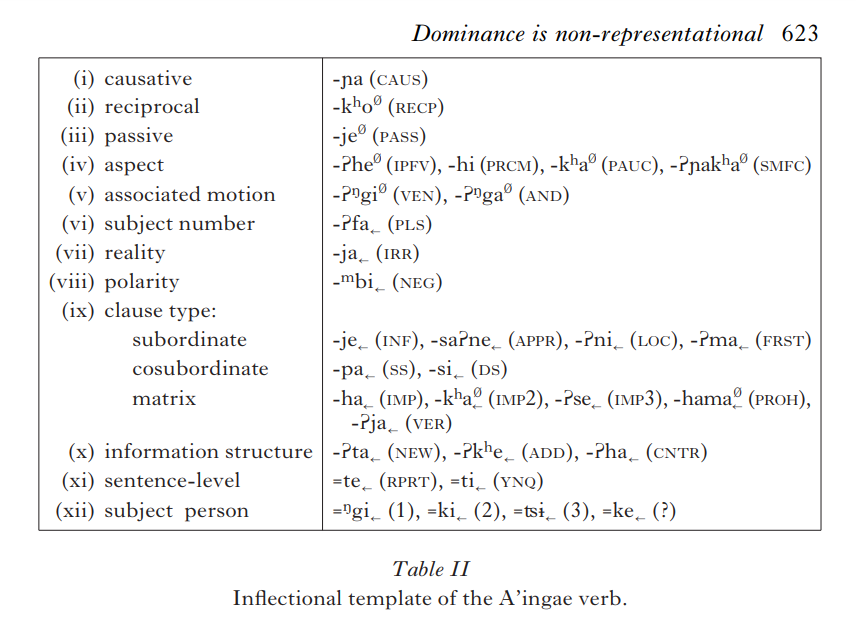
Plantilla inflexional de los verbos de a’ingae

#### Pronombres
|                 | Singular               | Plural                       |
| --------------- | ---------------------- | ---------------------------- |
| Primera persona | ña "yo, mi"            | ingi "nosotros, nuestros/as" |
| Segunda persona | ke "tu, tu"            | ke'i "ustedes, sus"          |
| Tercera persona | tise "él/ella/eso, su" | tisepa "ellos, sus"          |

| Primera persona | =ngi |
| Segunda persona | =ki  |
| Tercera persona | =tsû |

### Sintaxis
El orden de los constituyentes sintácticos de una oración matriz en A'ingae es muy flexible, siendo el orden SOV (o SO-predicado) considerado el más convencional. En cláusulas incrustadas, el orden de las palabras es rígidamente SOV/SO-predicado. Las oraciones deben contener al menos un predicado.
(1) A'i manima isû
a'i mani=ma isû
persona cacahuate=ACC tomar
“La gente tomó los cacahuates” 
(2) Amûndetshive tsun'faya
amûnde=tshi=ve tsun='fa=ya
sucio=ADJ=ACC2 hacer=PLS=IRR
“Lo ensuciaremos” 
(3) Chavangi fûesû simba'khuma
chava=ngi fûesû simba'khu=ma
comprar=1 otro anzuelo.para.pescar=ACC1
“Compré un anzuelo para pescar diferente” 
(4) Kanjen
kanjen
quedarse
“Se quedó” 

Las oraciones subordinadas tienen el predicado estrictamente al final de la oración.
(5) Ñaja asithaengi kinikhuve daye
ña=ja asithaen=ngi [kinikhu=ve da-ye]
yo=CNTR creer=1 árbol=ACC convertirse-INF
“Creo que me convertiré en un árbol” 

#### Declinaciones y alineación
Los marcadores de declinación son clíticos adjuntos a constituyentes sintácticos.
(6) Tayupija charapa dû’sûchuve kajeni jaje’fa’ya
tayupi=ja            charapa                dû’sûchu=ve    kaje=ni               ja-je=’fa=’ya
antiguo=CNTR   tortuga.charapa   huevo=ACC2   río.abajo=LOC   ir-IMPV=PLS=VER
“En la antigüedad, iban río abajo por huevos de charapa”
La lista completa de los marcadores de declinación se muestra a continuación.
| =ma       | ACC1 | acusativo 1  |
| =ve/=me   | ACC2 | acusativo 2  |
| =mbe      | BEN  | benefactivo  |
| =nga      | DAT  | dativo       |
| =ye / =ñe | ELAT | elativo      |
| =i'khû    | INST | instrumental |
| =pi       | LIM  | limitativo   |
| =ni       | LOC  | locativo     |
| =ngae     | MANN | de manera    |
| =ne       | ABL  | ablativo     |

Nota. Hay dos tipos de marcadores de declinación acusativos. El acusativo 2 es típicamente usado en oraciones negativas o cuando el predicado no está presente todavía o no existen contextos para expresar deseo, causalidad o creación.
Las oraciones siguen un patrón nominativo-causativo. A’ingae muestra concordancia opcional—en persona usando clíticos de segunda posición, y en número usando el clítico =’fa—ambas formas coincidiendo con el argumento del sujeto. No hay concordancia dentro de la frase nominal.

#### Tipos de oraciones
A’ingae distingue entre numerosos tipos de oraciones. (citation: Fischer/Hengeveld) Estas distinciones son indicadas con diferentes estrategias morfosintácticas. Oraciones declarativas pueden contener el clítico opcional verídico =’ya. Hay varios tipos de imperativos, los cuales dependen del acto de habla que se realice, usando los clíticos imperativos =ja o =’se, o el sufijo diminutivo =’kha. Hay una distinción entre las oraciones interrogativas polares sí/no y las oraciones interrogativas de contenido, la primera usando el clítico interrogativo =ti y la última oración colocando la palabra interrogativa/indeterminada en posición inicial (jungaesû (“qué”), maki (“cuándo”), mani (“dónde”), majan (“cuál/es”), mikun (“por qué”), y mingae (“cómo”)). Las oraciones exhortativas usan la partícula hortativa jinge, mientras que las oraciones prohibitivas usan el clítico =jama. A continuación, se muestran algunos ejemplos de estos tipos de frases.
Oración asertiva/declarativa
(7) Tsumbate tsa tisema se’jepa
tsun=pa=te             tsa     tise=ma        se’je=pa
hacer=SS=RPRT   ANA   3.SG=ACC   curar=SS
“Lo curaron”
(8) Setsanetatsû ji’fa’ya
setsa=ne=ta=tsû        ji=’fa=’ya
bajo=ABL=NEW=3    venir=PLS=VER
“Vinieron de río abajo”
Oración imperativa
(9) Tsa’kaen tsunja
tsa=’ka=en             tsun=ja
ANA=CMP=ADV   hacer=IMP
“¡Házlo así!”
(10) Me’in kanse
me’in   kan=’se
no        ver=IMP3
“No veas”
(11) Injan’fakha
injan=’fa=kha
pensar=PLS=DMN
“¡Nomás ten cuidado!”
Interrogativa total (interrogativa de Sí / No)
(12) Fûesûti jin
fûesû=ti     jin
otro=INT   existir
“¿Hay otro/a?”
Interrotagativa parcial (interrogativa de contenido)
(13) Majantsû ka’nia
majan=tsû   ka’ni-a
cuál=3         entrar-CAUS
“¿Quién te dejó entrar?”
Exhortativa
(14) Jinge juvanga jaye
jinge      juva=nga       ja-ye
HORT   DIST2=DAT   ir-INF
“Vamos allá”
Prohibitiva
(15) Anthejama chigane
anthe=jama       chigane
dejar.ir=PRHB   por.favor
“¡No lo dejes ir, por favor!”

### Palabras y Frases Útiles
| A'ingae              | English gloss                      |
| -------------------- | ---------------------------------- |
| kase'te              | buenos dias                        |
| kuse kuse            | buenas noches                      |
| jû                   | Sí                                 |
| me'in                | No                                 |
| dasû                 | OK; adiós                          |
| Mingae ki            | ¿Cómo estás?                       |
| Chiga tsû afepuenjan | Gracias (lit. "Que dios te pague") |
| Pañambingi           | No entiendo                        |
| Ñutshi tsû           | Está bien                          |
| Chigai'khû           | Adiós (lit. "Dios contigo")        |
| Junguesû tsû?        | ¿Qué es esto/eso?                  |
| Majan tsû?           | ¿Quién es?                         |
| Junguesû inise ki?   | ¿Cómo te llamas?                   |
| Ña inise tsû ____.   | Mi nombre es ____.                 |
| kûi'khû              | bebida de plátano/guineo           |
| tsa'u                | casa                               |
| a'i                  | persona; persona cofán             |
| ña; aña'chu          | carne                              |
| na'e                 | río                                |
| panzaye              | cazar                              |
| khuvû                | luna                               |
| kue'je               | sol                                |

### Pasaje de Muestra

#### Original en a'ingae
"Umba’khûni’sû Fingian tuyakaen kue’jete afa’khu’je’fa majan de ti’tshe ki’an’khe, tsun’jeninde jakan’sû tu’mbia sa’vutshia upûi’jenga findiye’chu ji
Tansi’fate tsa majan u’tie tise jakansû findiye’chu upûi’jema ushi’chhachhu ti’tshe ki’añe
Tsumbate, umbani’sû fingian û’fa kia’me tise usha’fanga, tsama tise ti’tshe ûfa’ni jakan’sû tise upûi’jema findi; usefa’panga umbakhûni’sû fingian ushambipa anthe
Tsunsite kue’je savutshi chan’jun, tsuin’khûte favatsheyi jacan’su tise upûi’jema ushicha
Tsumbate umbani’sû fingian tansi’ña’choveda’ya tsa kue’je khua’nginga in’jani ti’tshe kian’khe."

#### Transcripción fonética (IFA)
"[õˈmba.kʰɨ.ni.sɨ ˈfĩ.ŋgiã ˈto.ja.kãe koḛ. ˈhe.te a.ˈfã̰.kʰo.he.fa ˈmã.jã.nde ˈti.t͡sʰɨi ˈkĩ.jã.kʰẽ ˈt͡sõ̰.hẽ.nĩ.nde ˈha.kã̰.sɨ ˈto.mbia̰ ˈsa̰.ʋɨ.t͡sʰia.o ˈpuḭ.hẽ.ŋga fĩ. ˈdi.je.t͡ʃo ˈhi]
[tã.ˈsḭ̃.fa.te.t͡sa ˈmã.hã ˈo̰.tiḛ ˈti.se ˈha.kã.sɨ fi.ˈndi.jḛ.t͡ʃo o.ˈpuḭ.hẽ.mã u.ˈʃiʔ.t͡ʃʰa.t͡ʃʰo kĩ.jã.nẽ]
[ˈt͡sõ.mba.teˈõ.mba.ni.sɨ fĩ.ŋgiãˈɨ.fakiã̰.mẽˈti.seˈu.ʃa̰.fã̰.ŋgaˈt͡sa.maˈti.seˈti.t͡sʰeˈɨ.fa̰.niˈha.kã.sɨ ˈti.se o.ˈpuḭ.hẽ.mã ˈfĩ.ndi o. ˈse.faʔ.pã.ŋga õ. ˈmba.kʰɨ.nḭ.su ˈfĩ.ŋgiã u. ˈʃã.mbi.pa ã.tʰḛ]
[ˈt͡sõ.si.te ˈkoe.he ˈsaʔ.ʋɨ.t͡si ˈt͡ʃã.hɨ t͡sɨ̃ḭ̃.kɨ.tḛ fa. ˈʋa.t͡sɨi ˈha.kã̰.sɨ ˈti.se o. ˈpuḭ.he.mã u. ˈʃi.t͡ʃʰa]
[ˈt͡so.mbaʔ.tḛ ˈõ.mba.ni.su ˈfĩ.ŋgia tã.ˈsi.jã̰.t͡ʃo.ʋe.ˈda̰.ja t͡sa ˈkoḛ.he ˈkʰua̰.ŋgi.ŋga ˈĩʔ.ha.ni ˈti.t͡sʰe ˈkĩ.jã.kʰḛ̃]"

#### Traducción al español
"El Viento del Norte y el Sol discutían quién era el más fuerte cuando un viajero envuelto en una acogedora capa llegó.
Ellos acordaron que el primero que le hiciera quitarse la capa al viajero sería el más fuerte de los dos.
Entonces, el Viento del Norte sopló lo más fuerte que pudo; pero al soplar y soplar, el viajero se cubrió con la capa aún más. Finalmente, el Viento del Norte se rindió.
Luego, el Sol brilló cálidamente y el viajero rápidamente se quitó la capa.
Y entonces el Viento del Norte tuvo que admitir que el Sol era el más fuerte de los dos."